# 肥前夢街道
佐賀元祖忍者村 肥前夢街道（さががんそにんじゃむら ひぜんゆめかいどう）は、佐賀県嬉野市に存在し、忍者や17世紀の江戸時代を主題としたテーマパーク。

## 概要
嬉野温泉の老舗旅館和多屋別荘が母体となり株式会社肥前夢街道を設立、1990年（平成2年）1月2日に開業。総敷地面積は75,000m2、施設数は60施設。江戸時代の長崎街道を再現し、園内ではガマの油売りや南京玉すだれ等の大道芸、葉隠忍者による忍者ショーが行われている。肥前夢街道のネーミングは一般公募を行い、応募総数2091点の中より、福岡市の塾講師による名称が採用された。また、ロゴマークも一般公募を行い、総数570点から大分県のグラフィックデザイナーによる作品が採用されたがテーマが江戸時代から忍者メインとなったため、手裏剣をモチーフにしたロゴに変更となっている。2002年（平成14年）より店舗運営を有限会社マール（福岡市）に委託、2005年（平成17年）に経営権が株式会社マールへ譲渡された。
園内では大道芸（南京玉すだれ・ガマの油売り）やド迫力の忍者ライブ「はがくれ忍者ショー」、占い師、天明閣（手相占い）などが人気。NPO法人 九州忍者保存協会の本部事務局や、日本忍者協議会、国際忍者学会にも加盟している。

## チケット料金

### 入園料金
- 小人：800円
- 大人：1200円

### 付記
期間限定や対象者を限定した割引チケットなどもある。この他、ローソンチケットなどの前売りコンビニチケットが購入できる。また、嬉野温泉や武雄温泉の旅館で割引チケットを入手できる。

## 主要施設付
- 代官所（大道芸）
- 忍者七つ道具展
- 忍者RUN（忍者アスレチック）
- 手裏剣道場
- 芸夢屋（矢場、射的場）
- はがくれ忍者屋敷（忍者ショー）
- 地獄めぐり
- からくり屋敷
- 東洋易学運命鑑定所 天明閣 「中尾宗倫」（手相占い）
- 春木屋（食事処）
- 山田全自動館（山田全自動作品の常設展。2017年10月1日より開催）[1]
- 九州穴場観光案内所（Y氏がプロデュースした九州の穴場観光を紹介する施設）
- 書道展 蒙養舎（佐賀県立佐賀北高等学校書道部の書道展、幕末の藩校弘道館 (佐賀藩)・蒙養舎をイメージして作られている）
- 百鬼丸館（必殺切り絵職人、百鬼丸による切り絵イラスト展示館）
- 家紋ミュージアム
- その他江戸時代の建造物の再現や展示館など多数あり

## 主要キャラクター
- 日本一のインチキ芸人 神谷弦二郎（カミヤゲンジロウ）
- お龍（オリョウ）
- 安蔵（アンゾウ）
- みなと（ミナト）
- お霧（オキリ）
- 米村矢一（ヨネムラヤイチ）
- 岩丸（イワマル）
- 竜将（リュウショウ）
- 宮田青龍（ミヤタセイリュウ）
- 梅乃（ウメノ）
- 紫雫（シズク）
- 清丸（キヨマル）
- 葉隠忍者ヒゼン
- にゃんにゃん丸（マスコットキャラクター）

## アクセス

### 鉄道
JR九州：駅からのアクセス。
- 佐世保線武雄温泉駅よりJR九州バスで約30分。
- 佐世保線佐世保駅から西肥バスで約1時間。
- 長崎本線肥前鹿島駅から祐徳バスで約30分。
- 大村線彼杵駅からJR九州バスで約25分。
- 嬉野温泉駅からタクシーで10分。

### 高速バス
- 九州急行バスが運行する「九州号」を利用。温泉街（国道34号）を経由する便と長崎自動車道嬉野インターチェンジのみに停車する便がある。
- 福岡市（博多バスターミナル・西鉄天神高速バスターミナル）から約2時間
- 長崎市（長崎駅前）から約1時間

### 佐賀空港乗合タクシー
- 佐賀空港の開港にあわせ、地元タクシー会社が運行を開始。佐賀空港からの所要時間は約1時間。

## イメージソング
1990年代前半の開園から、テレビCMのイメージソングとしてONE-SHOTの「タイム・マジック」が使われた。

## 関連施設・人物
- 和多屋別荘（以前の経営母体会社）
- 小原嘉登次（肥前夢街道の創業者）
- 宍戸大全（開業時の総合プロデューサー）
- 入船荘（株式会社マールが経営母体の温泉旅館）
- 九州忍者保存協会（肥前夢街道が本部事務局）
- メルヘン村（株式会社マールの子会社）
- 嬉野温泉街（嬉野市の長崎街道の宿場町）
- 塩田津の町並み（嬉野市の長崎街道の宿場町）